# Rue de Gueldre
La rue de Gueldre est une rue du centre de Liège reliant la rue Léopold à la rue de la Madeleine.

## Odonymie
Le patronyme de Gueldre, habitant du XVe siècle, a donné son nom à la rue.

## Historique
La rue des Tourneurs aujourd'hui disparue se trouvait dans la zone où la rue de Gueldre se situe actuellement. 
En 2019, un groupe immobilier présente un projet de démolition d'une dizaine d'immeubles de l'îlot situé entre la rue de Gueldre et la rue de la Cathédrale. Ceux-ci seront remplacés par deux magasins et vingt-cinq logements. L'accès à ceux-ci s'effectuera par une rue perpendiculaire à la rue de Gueldre. C'est dans cet espace que devraient être replacées les pierres des façades démontées ainsi que l'enseigne « à la croix d'or », située au no 20 de la rue de la Cathédrale.

## Situation et description
Cette rue plate et rectiligne mesurant environ 61 m relie la rue Léopold à la rue de la Madeleine. La rue comptant quelques commerces de proximité est à sens unique automobile dans le sens Madeleine-Léopold.

## Patrimoine classé
Au no 1, l'immeuble Aux Planteurs.

## Voiries adjacentes
- Rue Léopold
- Rue de la Madeleine
- Rue Jamin-Saint-Roch